# Royal Rumble (2023)
Royal Rumble (2023) – gala wrestlingu wyprodukowana przez federację WWE dla zawodników z brandów Raw i SmackDown. Odbyła się 28 stycznia 2023 w Alamodome w San Antonio w stanie Teksas. Emisja była przeprowadzana na żywo za pośrednictwem serwisu strumieniowego Peacock w Stanach Zjednoczonych i WWE Network na całym świecie oraz w systemie pay-per-view. Była to trzydziesta szósta gala w chronologii cyklu Royal Rumble.
Podczas gali odbyło się pięć walk. W walce wieczoru, Roman Reigns pokonał Kevina Owensa i zachował niekwestionowane mistrzostwo WWE Universal. Na dolnej karcie, Rhea Ripley z brandu Raw wygrała Royal Rumble match kobiet, stając się pierwszą kobietą, która wygrała walkę z numerem 1, a także ustanawiając rekord najdłuższego czasu spędzonego w Rumble z czasem 1:01:08, a Cody Rhodes z brandu Raw wygrał Royal Rumble match mężczyzn w walce otwierającej eliminując jako ostatniego uczestnika nr 1, Gunthera, który również ustanowił rekord najdłuższego czasu spędzonego w 30-osobowym Rumble mężczyzn z czasem 1:11:40 i drugim wrestlerem który miał nr 1 i zajął drugie miejsce. W innej ważnej walce, Bray Wyatt, w swoim pierwszym telewizyjnej walce od WrestleManii 37 w kwietniu 2021 roku, pokonał LA Knighta w Pitch Black matchu w promocji z Mountain Dew. Podczas gali powrócił color komentator, Pat McAfee, który dołączył do komentatorów Michaela Cole’a i Coreya Gravesa. Na gali powrócili także Cody Rhodes, Edge, Beth Phoenix, Chelsea Green, Nia Jax i Logan Paul, który po raz pierwszy wystąpił na Royal Rumble. Michelle McCool pojawiła się również w Royal Rumble matchu kobiet, podczas gdy WWE Hall of Famer i komentator NXT Booker T pojawili się w walce mężczyzn.

## Produkcja i rywalizacje
Royal Rumble oferowało walki profesjonalnego wrestlingu z udziałem wrestlerów należących do brandów Raw i SmackDown. Wyreżyserowane rywalizacje (storyline’y) były kreowane podczas cotygodniowych gal Raw i SmackDown. Wrestlerzy są przedstawieni jako heele (negatywni, źli zawodnicy i najczęściej wrogowie publiki) i face’owie (pozytywni, dobrzy i najczęściej ulubieńcy publiki), którzy rywalizują pomiędzy sobą w seriach walk mających budować napięcie. Kulminacją rywalizacji jest walka wrestlerska lub ich seria.
Tradycją gali Royal Rumble jest zorganizowanie dwóch Royal Rumble matchy, w którym zwycięzca otrzymał szansę na walkę o WWE Championship (brandu Raw) lub WWE Universal Championship (brandu SmackDown) na WrestleManii 39 – obecnie utrzymywane i bronione razem jako Undisputed WWE Universal Championship, a zwyciężczyni otrzymała szansę na walkę o WWE Raw Women’s Championship lub WWE SmackDown Women’s Championship także na WrestleManii 39.

### Męski Royal Rumble match
2 grudnia 2022 roku na odcinku SmackDown w wywiadzie na zapleczu, Kofi Kingston ogłosił, że będzie uczestnikiem Royal Rumble matchu. 6 stycznia na odcinku SmackDown, w trakcie walki Kingstona z Santosem Escobarem, Escobar ogłosił, że będzie członkiem Royal rumble matchu, na tym samym odcinku, Ricochet pokonał Top Dollę i zakwalifikował się do walki. 9 stycznia na odcinku Raw, Austin Theory, Seth "Freakin" Rollins, Bobby Lashley ogłosili, że będą uczestnikami Royal Rumble matchu. 13 stycznia na odcinku SmackDown, zostało potwierdzone, że Baron Corbin będzie uczestnikiem walki, a także Rey Mysterio i Gunther ogłosili, że będą uczestnikami Royal Rumble matchu. W następnym tygodniu na odcinku Raw, do Royal rumble matchu zostali dodani Omos oraz Cody Rhodes, który po tygodniach materiału filmowego pokazującego drogę Rhodesa do wyzdrowienia z kontuzji mięśnia piersiowego, którego doznał przed Hell in a Cell w czerwcu 2022 roku, powróci po kontuzji. 20 stycznia na odcinku SmackDown, uczestnictwo w Royal rumble matchu potwierdzili Braun Strowman i Karrion Kross, oraz WWE za pośrednictwem Twittera ogłosił, że w walce także będą Drew McIntyre i Sheamus. 26 stycznia, Dominik Mysterio ogłosił, że będzie członkiem walki. 27 stycznia na odcinku SmackDown, ostatnimi ogłoszonymi członkami walki byli Xavier Woods, The Miz i Brock Lesnar.

### Żeński Royal Rumble match
6 stycznia na odcinku SmackDown w segmencie na zapleczu, Liv Morgan ogłosiła, że będzie uczestniczką Royal Rumble matchu. 9 stycznia na odcinku Raw, Candice LeRae i Rhea Ripley ogłosiły, że będą uczestniczkami Royal Rumble matchu. 13 stycznia na odcinku SmackDown, Raquel Rodriguez ogłosiła, że będzie uczestniczką Royal Rumble matchu. 20 stycznia 2023 na odcinku SmackDown, uczestnictwo w Royal rumble matchu potwierdziły Raquel Rodriguez, Shayna Baszler i Zelina Vega. Następnego dnia podczas talk-show SmackDown LowDown, uczestnictwo w Royal rumble matchu potwierdziła Emma. 27 stycznia na odcinku SmackDown, ostatnimi ogłoszonymi członkiniami walki były Bayley, Dakota Kai, Iyo Sky, Lacey Evans i Xia Li.

### Bray Wyatt vs. LA Knight
26 grudnia 2022 roku, kanał WWE na YouTube promował „Pitch Black” match, który odbędzie się na Royal Rumble w ramach wzajemnej promocji z Mountain Dew na powrót smaku „Pitch Black”. 30 grudnia na odcinku SmackDown, po kilku miesiącach rzekomych ataków Braya Wyatta na LA Knighta, gdzie Wyatt twierdził, że to ktoś o imieniu Uncle Howdy, Knight wyzwał Wyatta na pojedynek na Royal Rumble, a Wyatt się zgodził. Następnie pojawił się Howdy i zaatakował Wyatta. Później potwierdzono, że będzie to Pitch Black match. Będzie to również pierwsza walka Wyatta transmitowana przez telewizję od czasu WrestleManii 37 w kwietniu 2021 roku. Podczas występu w podcaście WWE After The Bell 4 stycznia 2023 roku Knight powiedział, że jedyną rzeczą, jaką wiedział o tej walce, było to, że zasadniczo będzie to Street Fight „trochę w ciemności”. Podczas odcinka z 6 stycznia 2023 roku, komentator Michael Cole stwierdził, że walka zakończy się poprzez pinfall lub submission i wszystko będzie dozwolone, chociaż nic więcej nie było wiadomo o walce.

### Roman Reigns vs. Kevin Owens
Podczas Survivor Series: WarGames, Kevin Owens dołączył do zespołu Drew McIntyre’a i The Brawling Brutes (Sheamus, Butch i Ridge Holland), aby zmierzyć się z The Bloodline (Roman Reigns, The Usos (Jey Uso i Jimmy Uso), Solo Sikoa i Sami Zayn) w WarGames match z powodu wcześniejszych problemów Owensa z Reignsem. Obaj wcześniej feudowali o Universal Championship, ale Owens zawsze przegrywał z powodu ingerencji członków The Bloodline, w tym ich menedżera Paula Heymana – ostatni pojedynek Owensa i Reignsa odbył się na Royal Rumble 2021. The Bloodline zwyciężyło na Survivor Series dzięki Zaynowi – byłemu najlepszemu przyjacielowi Owensa – który zaatakował Owensa low blowem. Pomimo przegranej, Owens nadal celował w The Bloodline przez kilka następnych tygodni, a on i John Cena pokonali Reignsa i Zayna 30 grudnia 2022 roku na odcinku SmackDown, gdzie Owens przypiął Zayna. W następnym tygodniu na odcinku SmackDown, Owens wyzwał Reignsa na walkę o niekwestionowane mistrzostwo WWE Universal na Royal Rumble, a Reigns zaakceptował wyzwanie.

### Bianca Belair vs. Alexa Bliss
12 grudnia na odcinku Raw, odbyła się walka o miano pretendentki do mistrzostwa kobiet Raw, gdzie Alexa Bliss pokonała Bayley, a po walce Bianca Belair chciała podać rękę Bliss, jednak ta chciała, aby się przytuliły, gdy to zrobiły, na TitanTronie pojawiło się logo Braya Wyatta i Alexa była w pozycji do wykonania Sister Abigail na Belair, jednak tego nie zrobiła. W następnym tygodniu, Belair i Bliss udzieliły wywiadu na zapleczu, gdzie na końcu segmentu, Bliss wzięła wazon z kwiatami i uderzyła nim Belair w tył głowy. 2 stycznia na odcinku Raw, Bliss została rozproszona przez zamaskowanych ludzi przypominających Uncle Howdy’ego, a logo Wyatta pojawiło się na titantronie, po czym Bliss zaatakowała sędziego, zmuszając go do dyskwalifikacji i pozwalając Belair obronić tytuł. Po walce Bliss zaatakowała Belair, wykonując dwa DDT na stalowe schody, przechodząc heel turn. 16 stycznia na odcinku Raw, Belair wyzwała Bliss na rewanż na Royal Rumble i Bliss zaakceptowała wyzwanie.

## Gala
| Rola:                           | Osoba:                                               |
| ------------------------------- | ---------------------------------------------------- |
| Komentatorzy angielskojęzyczni  | Michael Cole                                         |
| Komentatorzy angielskojęzyczni  | Corey Graves                                         |
| Komentatorzy angielskojęzyczni  | Pat McAfee                                           |
| Komentatorzy hiszpańskojęzyczni | Marcelo Rodriguez                                    |
| Komentatorzy hiszpańskojęzyczni | Jerry Soto                                           |
| Spikerzy                        | Mike Rome (Raw/Męski Royal Rumble match)             |
| Spikerzy                        | Samantha Irvin (SmackDown/Zeński Royal Rumble match) |
| Sędziowie                       | Danilo Anfibio                                       |
| Sędziowie                       | Jason Ayers                                          |
| Sędziowie                       | Shawn Bennett                                        |
| Sędziowie                       | Dan Engler                                           |
| Sędziowie                       | Daphne Lashaunn                                      |
| Sędziowie                       | Eddie Orengo                                         |
| Sędziowie                       | Chad Patton                                          |
| Sędziowie                       | Charles Robinson                                     |
| Sędziowie                       | Ryan Tran                                            |
| Sędziowie                       | Rod Zapata                                           |
| Panel Pre-show                  | Kayla Braxton                                        |
| Panel Pre-show                  | Kevin Patrick                                        |
| Panel Pre-show                  | Peter Rosenberg                                      |
| Panel Pre-show                  | Booker T                                             |
| Panel Pre-show                  | Jerry Lawler                                         |

### Główne show
Wydarzenie rozpoczęło się od męskiego Royal Rumble matchu o walkę o mistrzostwo świata mężczyzn na WrestleManii 39. Gunther (nr 1) i Sheamus (nr 2) rozpoczęli walkę. Jako następny wszedł The Miz, a za nim Kofi Kingston i Johnny Gargano. Sheamus wykonał 10 Beats of the Bodhran i z pomocą Gargano wyeliminował The Miza. Szósty uczestnik, Xavier Woods, drażnił się z Kingstonem, ale zamiast tego zagrali dla publiczności. Karrion Kross wszedł z nr 7, a za nim Chad Gable i Drew McIntyre, którzy wyeliminowali Krossa. Santos Escobar wszedł z nr 10, a za nim Angelo Dawkins. Sheamus próbował wyeliminować Woodsa, który pozostał na ringu, ale Gunther go znokautował, aby wyeliminować Woodsa. Następnie Gunther wysłał Kingstona na krzesło biurowe przy ringu, aby go wyeliminować. Brock Lesnar miał nr 12 i wyeliminował Escobara, Dawkinsa i Gable’a, po czym skonfrontował się z Guntherem. Następny uczestnik, Bobby Lashley, wyeliminował Lesnara, który zaatakował Baron Corbin z nr 14 i zaatakował sędziego przed opuszczeniem ringu. Piętnasty uczestnik, Seth "Freakin" Rollins, wyeliminował Corbina, zanim następny uczestnik, Otis, zdominował wszystkich pozostałych. Rey Mysterio miał wejść pod numerem 17, ale nie wyszedł z powodu przypuszczalnego ataku jego syna, Dominika Mysterio, który wszedł jako następny z maską Reya. Gdy to się stało, Sheamus wyeliminował Otisa. Elias wszedł z nr 19 i uderzył gitarą w plecy Gunthera, ale został wyeliminowany przez McIntyre’a i Sheamusa, zanim Finn Bálor wszedł z 20. Bálor i Dominik wyeliminowali Gargano zanim komentator NXT i WWE Hall of Famer Booker T wszedł z nr 21 jako niezapowiedziany uczestnik. Szybko został wyeliminowany przez Gunthera. Damian Priest wszedł jako następny, a on, Bálor i Dominik zaczęli dominować w ringu, w tym eliminując Monteza Forda, aż do wejścia Edge’a, w swoim pierwszym występie od przegranej z Bálorem na 2022 Extreme Rules, wszedł jako nr 24. Wyeliminował Bálora i Priesta i próbował wyeliminować Dominika, ale Bálor i Priest pomogli Dominikowi wyeliminować Edge’a z zewnątrz. Następnie Edge pobił się z Bálorem, Dominikiem i Priestem na wejściu. Gdy Austin Theory wszedł jako następny, Rhea Ripley znokautował Edge’a, dopóki żona Edge’a, Beth Phoenix, nie wykonała Spear na Ripley. Omos wszedł jako 26 i zdominował przeciwników, zanim został wyeliminowany przez kolejnego uczestnika, Brauna Strowmana. Ricochet wszedł z #28. McIntyre i Sheamus próbowali wyeliminować Strowmana, ale Gunther uniemożliwił to. Gdy McIntyre uratował Sheamusa przed eliminacją, Gunther przerzucił McIntyre’a przez górną linę, eliminując go i Sheamusa. Logan Paul, w swoim pierwszym występie od czasu Crown Jewel w listopadzie 2022 roku, wszedł jako następny, ale szybko został pokonany liczebnie przez innych przeciwników. Cody Rhodes pojawił się w reklamie i wszedł jako ostatni. Rhodes wykonał Cross Rhodes na Dominiku, zanim wyeliminował go z walki. Gunther wykonał Last Symphony na Strowmanie. Ricochet i Paul skoczyli z górnej liny i zderzyli się ze sobą w powietrzu. Rhodes wyeliminował Strowmana i Theory’ego, po czym Gunther pobił rekord Reya Mysterio w najdłuższym czasie spędzonym w tradycyjnym Royal Rumble matchu. Ostatnia czwórka to Rhodes, Gunther, Rollins i Paul. Po tym, jak Paul wyeliminował Rollinsa, Rhodes wykonał Cross Rhodes na Paulu i wyeliminował go. W końcowych chwilach walki, po długiej walce pomiędzy Guntherem i Rhodesem, Rhodes wykonał Cross Rhodes na Guntherze i wyrzucił go z ringu, aby wygrać Royal Rumble match i zdobyć walkę o mistrzostwo świata na WrestleManii 39. Rhodes został piątą osobą, który wygrał walkę z nr 30. Ponadto Gunther ustanowił nowy rekord najdłuższego czasu spędzonego w męskim Royal Rumble matchu i drugim uczestnikiem który miał nr 1 po Stone Cold Steve Austinie w 1999 roku, który zajął drugie miejsce.
W drugiej walce, LA Knight zmierzył się z Brayem Wyattem w Mountain Dew Pitch Black matchu. To była walka, w którym wszystko było dozwolone, w świetle ultrafioletowym. Blacklight oświetlił ciało i farbę na twarzy Wyatta, która nadała Wyattowi wygląd podobny do demona, w tym czerwone oczy. Podczas walki Knight zeskoczył z barykady i wykonał splash na Wyatta na stół komentatorski. Wyatt następnie rzucił skrzynkę z narzędziami na ring, jednak Knight zaatakował Wyatta. W końcówce Knight zaatakował Wyatta kijem kendo z górnego narożnika, a następnie ponownie próbował zaatakować Wyatta, jednak Wyatt wykonał Sister Abigail na Knightcie, aby wygrać walkę. Po walce Wyatt założył demoniczną maskę i szydził z Knighta. Knight uciekł i zaatakował Wyatta kijem do kendo, który podszedł do Knighta na trybunach. Wyatt wykonał Mandible Claw na Knightcie na szczycie podniesionej platformy - przypomina to dawny gimmick Wyatta czyli Fienda. Następnie pojawił się Uncle Howdy i wykonał elbow drop z podniesionej platformy na Knighta, co wywołało pirotechniczną eksplozję.
W trzeciej walce, Bianca Belair broniła mistrzostwo kobiet Raw przeciwko Alexie Bliss. W końcówce Bliss próbowała wykonać Sister Abigail, ale Belair zablokowała i wykonała Kiss of Death na Bliss, aby zachować tytuł. Po walce wyemitowano wideo z fragmentami upiornej Bliss, a Uncle Howdy powiedział Bliss, czy to ona rządzi.
Przedostatnią walką był Royal Rumble match kobiet o walkę o mistrzostwo kobiet na WrestleManii 39. Rhea Ripley (nr 1) i Liv Morgan (nr 2) rozpoczęły walkę. Emma w swoim pierwszym Royal Rumble matchu, weszła z #4 i zaczął celować w Ripley. Dana Brooke (#3), Emma i Morgan próbowały wyeliminować Ripley, jednak Ripley z nimi walczyła. Członkini Hit Row B-Fab weszła z nr 7 i została szybko wyeliminowana przez Ripley. mistrzyni kobiet NXT Roxanne Perez była niezapowiedzianą uczestniczką z nr 8 i zdominowała pozostałe rywalki. Koleżanki z drużyny Bayley Damage CTRL, Dakota Kai (#8) i Iyo Sky (#9), weszły do walki i wszystkie trzy członkinie Damage CTRL połączyły siły, aby wyeliminować Brooke. Bayley wyeliminowała Emmę, a następnie Damage CTRL wyeliminowały Perez. Powracająca Natalya weszła z nr 11, a po krótkiej współpracy ze swoją byłą partnerką tag teamową, Shayną Baszler (#5), Natalya zwróciła się przeciwko Baszler i oboje zaczęły się atakować. Gdy Natalya i Baszler próbowały się wyeliminować, Bayley, Kai i Sky ostatecznie wyeliminowały ich obie. Członkini NXT Zoey Stark weszła z nr 13. Sky zepchnęła Candince LeRae z narożnika, aby ją wyeliminować. Becky Lynch weszła z #15 i zaczęła celować w Damage CTRL, jednak Bayley wyrzuciła Lynch przez drugą linę, a Kai i Sky walczyły z Lynch przy ringu, ostatecznie wysyłając ją przez stół komentatorski. Tegan Nox weszła z nr 16 i zdominowała Damage CTRL, które wróciły do ringu, ponieważ nie zostały wyeliminowane po wcześniejszej walce z Lynch. Asuka weszła z #17 i zaczęła celować w Bayley. Asuka następnie wyeliminowała Nox. Tamina weszła na #19 i miała konfrontację z Piper Niven, która weszła z #18 (wcześniej znana jako Doudrop i wracająca do ringnamemu, którego używała w NXT UK). Jednak po tym, jak Tamina znokautowała Niven, Bayley, Kai i Sky zdominowały Taminę, Lynch wróciła do walki i zaatakowała Bayley, Kai i Sky. Powracająca Chelsea Green weszła z nr 20 tylko po to, by Ripley wyeliminowała ją w pięć sekund, ustanawiając rekord najkrótszego czasu spędzonego w kobiecym Royal Rumble. Po tym, jak Lynch wyeliminowała Kai i Sky, Bayley wyeliminowała Lynch, jednak Bayley została wyeliminowana przez Morgan. Doszło do drugiej bójki między Lynch i Damage CTRL, która przeniosła się w tłum. Zelina Vega weszła z nr 21, rozpoczynając cosplay w promocji krzyżowej z Street Fighter i walczyła z Xią Li (nr 14) na krawędzi ringu, ostatecznie eliminując Li. Raquel Rodriguez weszła z #22 i zdominowała inne konkurentki. Lacey Evans weszła z numerem 24, a następnie Michelle McCool weszła z numerem 25, która siedziała w pierwszym rzędzie. Po tym, jak McCool wyeliminowała Taminę, Indi Hartwell z NXT niezapowiedzianie się pojawiła z numerem 26. Sonya Deville weszła z nr 27, po czym Deville wyeliminowała Stark. Evans udusiła Vegę Cobra Clutchem przed jej wyeliminowaniem. Shotzi, która w grudniu wyleczyła kontuzję ręki, weszła z nr 28. Gdy Hartwell zdecydowała się wykonać springboard, Deville ją wyeliminowała. Nikki Cross weszła jako następna i zdominowała wszystkich, zanim Nia Jax, w swoim pierwszym występie w WWE od jej zwolnienia we wrześniu 2021 roku, weszła jako ostatnia. Ripley wykonała Riptide na Jax, po czym wszystkie pozostałe zawodniczki wyeliminowały ją z pojedynku. Rodriguez wyeliminowała Evans, zanim Asuka wyeliminowała Deville’a. Ripley wyeliminowała McCool, a Yim wykonała Eat Defeat na Shotzi, aby ją wyeliminować, po czym Ripley rzuciła Yim na Shotzi, aby ją wyeliminować. Po bójce pomiędzy Rodriguez i Niven, Rodriguez wyeliminowała Niven. Gdy Rodriguez próbowała wykonać Texana Bomb na Ripley, Ripley wyrzuciła ją przez górną linę i wyeliminowała. Ostatnia czwórka to Ripley, Morgan, Cross i Asuka. Asuka szybko wyeliminowała Cross, a w końcowych chwilach Asuka splunęła Morgan mgłą, co dało Ripley szansę na wyeliminowanie Asuki. Następnie Ripley przewróciła Morgan na podłogę, aby wygrać walkę i zdobyć walkę o mistrzostwo kobiet na WrestleManii 39. To zwycięstwo uczyniło Ripley pierwszą kobietą, która wygrała Royal Rumble match kobiet z pozycji numer jeden (i czwartą osobą ogólnie która tego dokonała) i ona spędziła najdłuższy czas w pojedynku kobiet z czasem 1:01:08, pobijając poprzedni rekord Bianci Belair wynoszący 57 minut i 10 sekund.
Po Rumble kobiet piosenkarz muzyki country Hardy zaśpiewał swoją piosenkę Sold Out.

### Walka wieczoru
W walce wieczoru, Roman Reigns bronił niekwestionowane mistrzostwo WWE Universal przeciwko Kevinowi Owensowi. Podczas walki Owens wykonał Frog Splash na Reignsie dla nearfallu. Reigns wykonał powerbomb na Owensie, aby był nearfall. Reigns wykonał Superman Punch na Owensie, aby był bliski przypięcia. Gdy Reigns próbował wykonać Spear na Owensie, Owens wysłał Reignsa na słupek ringowy, a Owens wykonał Senton na Reignsie, by był bliski przypięcia. Reigns wykonał Spear na Owensie, aby był bliski przypięcia. Gdy Reigns próbował wykonać kolejny Spear, Owens skontrował próbą Stunnera, jednak Reigns skontrował i wepchnął Owensa w sędziego, obezwładniając go. Następnie Owens wykonał pop-up powerbomb na Reignsie, jednak sędzia nie był w stanie policzyć przypięcia. Następnie Reigns zadał Owensowi low blow, a następnie poinstruował Zayna, aby dał mu krzesło. Gdy Reigns był chwilowo rozproszony przez Zayna, który zawahał się, czy podać Reignsowi krzesło, Owens wykonał Stunner na Reignsie na nearfall. Gdy Owens próbował wykonać kolejny raz pop-up powerbomb, Reigns przechwycił Owensa Superman Punchem i drugiem Spearem na nearfall. Przy ringu Zayn rozproszył uwagę Owensa, błagając go, by się nie kładł. Następnie Reigns wykorzystał tę przewagę i wykonał Spear na Owensie przez barykadę. Następnie Reigns dwukrotnie uderzył głową Owensa w stalowe schody. W końcówce Owens spoliczkował Reignsa, który odpowiedział trzecim Spearem na Owensa, aby zachować tytuł.
Po walce wyszła reszta The Bloodline (The Usos (Jey Uso i Jimmy Uso) oraz Solo Sikoa). Gdy Jey Uso próbował ozdobić Zayna plemienną girlandą, Reigns interweniował, a Bloodline następnie zaatakowało Owensa, a Usos i Sikoa wyrządzili szkody, podczas gdy Zayn patrzył. Heyman podał dwie pary kajdanek Reignsowi i The Usos przykuli kajdankami obie ręce Owensa do lin. Po tym, jak The Usos zaciekle zaatakowali Owensa superkickami, Reigns próbował uderzyć upadłego Owensa krzesłem, jednak Zayn interweniował i powiedział Reignsowi, że Owens ma dość i taki dziki atak był poniżej kogoś o statusie Reignsa. Następnie Reigns przekazał krzesło Zaynowi, instruując go, by uderzył Owensa, aby udowodnić swoją lojalność wobec Bloodline. Zayn zawahał się, a wtedy Reigns zaczął krytykować Zayna, wskazując, jak wiele Reigns i The Bloodline zrobili dla Zayna w rozwoju jego kariery. Następnie skonfliktowany Zayn zaatakował Reignsa krzesłem, co skłoniło całe Bloodline (z wyjątkiem Jeya, który polubił Zayna i był emocjonalnie skonfliktowany tym, czego właśnie był świadkiem) do znokautowania Zayna. Jey opuścił ring, a Zayn został usunięty z Bloodline, przy okazji Zayn przeszedł face turn. Reigns, Jimmy, Sikoa i Heyman szli korytarzem wejściowym, podczas gdy Owens i Zayn leżeli na ringu, gdy gala dobiegła końca.

## Wyniki walk
| Nr                                 | Wyniki                                                                                   | Stypulacje | Czas    |
| ---------------------------------- | ---------------------------------------------------------------------------------------- | --- | ------- |
| 1                                  | Cody Rhodes wygrał elimninując jako ostatniego Gunthera                                  | 30-osobowy męski Royal Rumble match o miano pretendenta do Undisputed WWE Universal Championship na WrestleManii 39 | 1:11:40 |
| 2                                  | Bray Wyatt pokonał LA Knighta poprzez pinfall                                            | Mountain Dew Pitch Black match                                                                                      | 5:05    |
| 3                                  | Bianca Belair (c) pokonała Alexę Bliss poprzez pinfall                                   | Singles match o WWE Raw Women’s Championship                                                                        | 7:35    |
| 4                                  | Rhea Ripley wygrała eliminując jako ostatnią Liv Morgan                                  | 30-osobowy żeński Royal Rumble match o miano pretendentki do kobiecego tytułu na WrestleManii 39                    | 1:01:08 |
| 5                                  | Roman Reigns (c) (z Paulem Heymanem i Sami Zaynem) pokonał Kevina Owensa poprzez pinfall | Singles match o Undisputed WWE Universal Championship                                                               | 19:15   |
| (c) – mistrz/mistrzyni przed walką |                                                                                          | |         |

1. ↑  WWE podaje, że Royal Rumble match mężczyzn trwał 1:11:40, chociaż Pro Wrestling Dot Net podaje, że walka trwała 1:11:42[4][1].
2. ↑  WWE podaje, że Royal Rumble match kobiet trwał 1:01:08, chociaż Pro Wrestling Dot Net podaje, że walka trwała 1:01:03[5][1].

### Wejścia i eliminacje w męskim Royal Rumble matchu
– członek brandu Raw
    – członek brandu SmackDown
    – członek brandu NXT
    – wolny agent
    – zwycięzca
(HOF) – WWE Hall of Famer (w momencie walki)
| Nr wejściowy | Wrestler               | Brand       | Nr eliminacji | Wyeliminowany przez              | Czas    | Eliminacje |
| ------------ | ---------------------- | ----------- | ------------- | -------------------------------- | ------- | ---------- |
| 1            | Gunther                | SmackDown   | 29            | Cody’ego Rhodesa                 | 1:11:40 | 5          |
| 2            | Sheamus                | SmackDown   | 21            | Gunthera                         | 52:33   | 3          |
| 3            | The Miz                | Raw         | 1             | Sheamusa                         | 04:23   | 0          |
| 4            | Kofi Kingston          | SmackDown   | 4             | Gunthera                         | 14:51   | 0          |
| 5            | Johnny Gargano         | Raw         | 14            | Dominika Mysterio i Finna Bálora | 29:57   | 0          |
| 6            | Xavier Woods           | SmackDown   | 3             | Gunthera                         | 10:29   | 0          |
| 7            | Karrion Kross          | SmackDown   | 2             | Drew McIntyre’a                  | 04:11   | 0          |
| 8            | Chad Gable             | Raw         | 7             | Brocka Lesnara                   | 08:42   | 0          |
| 9            | Drew McIntyre          | SmackDown   | 22            | Gunthera                         | 39:10   | 3          |
| 10           | Santos Escobar         | SmackDown   | 5             | Brocka Lesnara                   | 04:56   | 0          |
| 11           | Angelo Dawkins         | Raw         | 6             | Brocka Lesnara                   | 02:28   | 0          |
| 12           | Brock Lesnar           | Wolny agent | 8             | Bobby’ego Lashleya               | 02:28   | 3          |
| 13           | Bobby Lashley          | Raw         | 11            | Setha "Freakin" Rollinsa         | 07:14   | 1          |
| 14           | Baron Corbin           | Raw         | 9             | Setha "Freakin" Rollinsa         | 00:07   | 0          |
| 15           | Seth "Freakin" Rollins | Raw         | 27            | Logana Paula                     | 37:18   | 2          |
| 16           | Otis                   | Raw         | 12            | Drew McIntyre’a i Sheamusa       | 03:08   | 0          |
| 17           | Rey Mysterio           | SmackDown   | 10            | Nie był zdolny do walki          | 00:00   | 0          |
| 18           | Dominik Mysterio       | Raw         | 23            | Cody’ego Rhodesa                 | 25:44   | 1          |
| 19           | Elias                  | Raw         | 13            | Drew McIntyre’a i Sheamusa       | 00:39   | 0          |
| 20           | Finn Bálor             | Raw         | 18            | Edge’a                           | 07:45   | 2          |
| 21           | Booker T               | NXT (HOF)   | 15            | Gunthera                         | 00:42   | 0          |
| 22           | Damian Priest          | Raw         | 17            | Edge’a                           | 04:03   | 1          |
| 23           | Montez Ford            | Raw         | 16            | Damiana Priesta                  | 00:44   | 0          |
| 24           | Edge                   | Raw (HOF)   | 19            | Finna Bálora                     | 01:04   | 2          |
| 25           | Austin Theory          | Raw         | 26            | Cody’ego Rhodesa                 | 15:39   | 1          |
| 26           | Omos                   | Raw         | 20            | Brauna Strowmana                 | 02:26   | 0          |
| 27           | Braun Strowman         | SmackDown   | 24            | Cody’ego Rhodesa                 | 11:12   | 1          |
| 28           | Ricochet               | SmackDown   | 25            | Austina Theory’ego               | 09:14   | 0          |
| 29           | Logan Paul             | Wolny agent | 28            | Cody’ego Rhodesa                 | 10:57   | 1          |
| 30           | Cody Rhodes            | Raw         | —             | Zwycięzca                        | 15:08   | 5          |

1. ↑  WWE podaje, że Royal Rumble match mężczyzn trwał 1:11:40, chociaż Pro Wrestling Dot Net podaje, że walka trwała 1:11:42[4][1].
2. ↑  Gunther ustanowił nowy rekord najdłuższego czasu spędzonego w 30-osobowym Royal Rumble matchu, na 1:11:40; rekord należał wcześniej do Reya Mysterio, który spędził 1:02:15 w Royal Rumble 2006[31].
3. ↑  Rey Mysterio został autentycznie kontuzjowany podczas walki na SmackDown dzień wcześniej[32]. W storylinenie, Mysterio został prawdopodobnie zaatakowany wyłącznie przez jego syna, Dominika Mysterio lub przez całe The Judgment Day.
4. ↑  Finn Bálor był już wyeliminowany, kiedy on wyeliminował Edge’a.

### Wejścia i eliminacje w żeńskim Royal Rumble matchu
– członkini brandu Raw
    – członkini brandu SmackDown
    – członkini brandu NXT
    – wolna agentka
    – zwyciężczyni
| Nr wejściowy | Wrestlerka       | Brand         | Nr eliminacji | Wyeliminowana przez | Czas    | Eliminacje |
| ------------ | ---------------- | ------------- | ------------- | ------------------- | ------- | ---------- |
| 1            | Rhea Ripley      | Raw           | —             | Zwyciężczyni        | 1:01:08 | 7          |
| 2            | Liv Morgan       | SmackDown     | 29            | Rheę Ripley         | 1:01:08 | 3          |
| 3            | Dana Brooke      | Raw           | 2             | Damage CTRL         | 11:43   | 0          |
| 4            | Emma             | SmackDown     | 3             | Dakotę Kai          | 10:12   | 0          |
| 5            | Shayna Baszler   | SmackDown     | 6             | Damage CTRL         | 13:28   | 0          |
| 6            | Bayley           | Raw           | 13            | Liv Morgan          | 27:09   | 5          |
| 7            | B-Fab            | SmackDown     | 1             | Rheę Ripley         | 00:36   | 0          |
| 8            | Roxanne Perez    | NXT           | 4             | Damage CTRL         | 04:34   | 0          |
| 9            | Dakota Kai       | Raw           | 10            | Becky Lynch         | 22:20   | 5          |
| 10           | Iyo Sky          | Raw           | 11            | Becky Lynch         | 20:49   | 5          |
| 11           | Natalya          | SmackDown     | 5             | Damage CTRL         | 03:08   | 0          |
| 12           | Candice LeRae    | Raw           | 7             | Iyo Sky             | 05:11   | 0          |
| 13           | Zoey Stark       | NXT           | 16            | Sonyę Deville       | 26:34   | 0          |
| 14           | Xia Li           | SmackDown     | 14            | Zelinę Vegę         | 15:30   | 0          |
| 15           | Becky Lynch      | Raw           | 12            | Bayley              | 10:45   | 2          |
| 16           | Tegan Nox        | SmackDown     | 8             | Asukę               | 03:41   | 0          |
| 17           | Asuka            | Raw           | 28            | Rheę Ripley         | 33:15   | 3          |
| 18           | Piper Niven      | Raw           | 25            | Raquel Rodriguez    | 28:05   | 2          |
| 19           | Tamina           | Raw           | 15            | Michelle McCool     | 11:58   | 0          |
| 20           | Chelsea Green    | Wolna agentka | 9             | Rheę Ripley         | 00:05   | 0          |
| 21           | Zelina Vega      | SmackDown     | 17            | Lacey Evans         | 11:30   | 1          |
| 22           | Raquel Rodriguez | SmackDown     | 26            | Rheę Ripley         | 20:40   | 3          |
| 23           | Mia Yim          | Raw           | 24            | Piper Niven         | 17:44   | 2          |
| 24           | Lacey Evans      | SmackDown     | 20            | Raquel Rodriguez    | 14:05   | 2          |
| 25           | Michelle McCool  | Wolna agentka | 22            | Rheę Ripley         | 13:53   | 2          |
| 26           | Indi Hartwell    | NXT           | 18            | Sonyę Deville       | 04:51   | 0          |
| 27           | Sonya Deville    | SmackDown     | 21            | Asukę               | 10:17   | 3          |
| 28           | Shotzi           | SmackDown     | 23            | Mię Yim             | 08:39   | 1          |
| 29           | Nikki Cross      | Raw           | 27            | Liv Morgan          | 09:16   | 1          |
| 30           | Nia Jax          | Wolna agentka | 19            | 11 kobiet           | 01:57   | 0          |

1. ↑  WWE podaje, że Royal Rumble match kobiet trwał 1:01:08, chociaż Pro Wrestling Dot Net podaje, że walka trwała 1:01:03[5][1].
2. ↑  Rhea Ripley ustanowiła nowy rekord najdłuższego czasu spędzonego w Royal Rumble matchu kobiet, na 1:01:08, wyprzedzając Biancę Belair, która spędziła 56:52 w Royal Rumble 2021. Podczas gdy Ripley i Liv Morgan rozpoczęły walkę jako pierwsze zawodniczki i zakończyły jako ostatnie dwie, WWE oficjalnie uważa, że sint Ripley trwał o sekundę dłużej niż Morgan[5].
3. 1 2 3 4  Bayley, Dakota Kai i Iyo Sky tworzą grupę znaną jako Damage CTRL i ta trójka wspólnie zaliczyła eliminację.
4. ↑  11 kobiet połączyło siły, aby wyeliminować Nię Jax - Asuka, Lacey Evans, Liv Morgan, Mia Yim, Michelle McCool, Nikki Cross, Piper Niven, Raquel Rodriguez, Rhea Ripley, Shotzi i Sonya Deville.

## Wydarzenia po gali

### Raw
Cody Rhodes, zwycięzca męskiego Royal Rumble matchu, otworzył kolejny odcinek Raw, ogłaszając oficjalnie, że zmierzy się z Romanem Reignsem o niekwestionowane mistrzostwo WWE Universal na WrestleManii 39. Następnie przerwał mu The Judgement Day (Damian Priest, Dominik Mysterio i Finn Bálor). Po tym, jak wyśmiewali zwycięstwo Rhodesa w Rumble, pojawił się Edge i zaatakował The Judgement Day. Walka pomiędzy Bálorem a Rhodesem została później zaplanowana na walkę wieczoru tego odcinka. Podczas walki The Judgement Day próbowali pomóc Bálorowi wygrać, ale Edge wyrównał szanse, tylko po to, by zostać zaatakowanym przez Rheę Ripley. Jednak Beth Phoenix zaatakowała Ripley, pozwalając Rhodesowi wygrać walkę. 6 lutego na odcinku Raw, Edge i Phoenix wyzwali Bálora i Ripley na Mixed Tag Team match na Elimination Chamber, na co Bálor się zgodził.
Również na Raw, zwyciężczyni Royal Rumble matchu kobiet, Rhea Ripley, ogłosiła, że zmierzy się z Charlotte Flair o mistrzostwo kobiet SmackDown na WrestleManii 39. To z kolei pozostawiło mistrzynię kobiet Raw Biancę Belair bez przeciwniczki na WrestleManii. W związku z tym WWE official Adam Pearce ogłosił, że na Elimination Chamber match odbędzie się Elimination Chamber z wrestlerkami zarówno z Raw, jak i SmackDown, a zwycięzca zdobędzie walkę o mistrzostwo kobiet Raw na WrestleManii 39. Pierwsze kwalifikacje zostały potwierdzone jako cztery ostatnie wyeliminowane zawodniczki kobiecego Royal Rumble matchu: Asuka i Nikki Cross z Raw oraz Liv Morgan i Raquel Rodriguez ze SmackDown. Piąte i szóste miejsce zostały rozstrzygnięte w dwóch Fatal 4-Way matchach. Pierwszy miał miejsce 3 lutego na odcinku SmackDown, gdzie Natalya pokonała Shaynę Baszler, Shotzi i Zelinę Vegę, podczas gdy drugi miał miejsce 6 lutego na odcinku Raw, gdzie powracająca Carmella pokonała Candice LeRae, "Michin" Mię Yim i Piper Niven.
Bayley mówiła o wyeliminowaniu Becky Lynch w kobiecym Royal Rumble matchu, tylko po to, by Lynch jej przerwała. Po tym, jak obie rozmawiały o swojej historii, Lynch wyzwała Bayley na Steel Cage match na następny tydzień, ale Bayley odmówiła. Jednak kiedy Lynch przyprowadziła Dakotę Kai, której kostka była owinięta wokół krzesła, na arenę i zagroziła, że nadepnie na krzesło, Bayley przyjęła wyzwanie. Podczas walki Bayley miała wygrać po interwencji Damage CTRL (Kai i Iyo Sky), ale powracająca Lita znokautowała Kai i Sky i pomogła Lynch pokonać Bayley. Na odcinku z 13 lutego, Lynch i Bayley oświadczyły, że oboje chcą wziąć udział w Elimination Chamber matchu kobiet, ale Bianca Belair przerwała im, mówiąc, że jeśli chcą wziąć udział w walce, powinny najpierw przejść przez nią. WWE Official, Adam Pearce, zaplanował następnie Triple Threat match na tę noc, w którym jeśli Bayley lub Lynch wygrają, zostaną dodani do walki, ale jeśli wygra Belair, żadna z nich nie zostanie dodana; zwyciężyła Belair.
Także na Raw ogłoszono, że Austin Theory będzie bronił mistrzostwo Stanów Zjednoczonych w Elimination Chamber matchu, co oznacza pierwszą walkę o ten tytuł w takiej stypulacji. Walki kwalifikacyjne rozpoczęły się tej nocy na Raw, a Seth "Freakin" Rollins, Johnny Gargano i Bronson Reed zdobyli swoje miejsca w walce, pokonując odpowiednio Chada Gable’a, Barona Corbina i Dolpha Zigglera. Ostatnie dwie walki kwalifikacyjne odbyły się w odcinku następnego tygodnia, w którym Damian Priest i Montez Ford zdobyli swoje miejsca, pokonując odpowiednio Angelo Dawkinsa i Eliasa.
6 lutego na odcinku Raw, Lesnar pojawił się z kontraktem na walkę i wyzwał Lashleya na kolejną walkę na Elimination Chamber. Lashley wyszedł i powiedział, że udzieli mu odpowiedzi później, po przejrzeniu umowy. Następnie Lesnar zaatakował Lashleya dwoma F-5. Podpisanie kontraktu na walkę miało miejsce w następnym tygodniu, a po tym, jak Lashley zaatakował Lesnara, podpisał kontrakt, aby walka była oficjalna.

### SmackDown
W następnym odcinku SmackDown, Roman Reigns odniósł się do sytuacji, zanim został zaatakowany od tyłu przez Samiego Zayna, który powiedział, że początkowo nie chciał niczego od Reignsa, ale teraz chciał niekwestionowane mistrzostwo WWE Universal. Jimmy i Sikoa następnie zaatakowali Zayna (Jey był nieobecny w odcinku), a Reigns przyjął jego wyzwanie, stwierdzając, że skoro Zayn skrzywdził swoją rodzinę, skrzywdzi Zayna przed własną rodziną w Montrealu na Elimination Chamber. W tym samym odcinku Braun Strowman i Ricochet pokonali Imperium (Ludwig Kaiser i Giovanni Vinci) w finale turnieju, zdobywając tym samym walkę o mistrzostwo Tag Team SmackDown przeciwko The Usos (Jey Uso i Jimmy Uso). W walce bracia Usos pokonali Strowmana i Ricocheta broniąc mistrzostwo Tag Team SmackDown.
Również na SmackDown, Charlotte Flair pokonała Sonyę Deville broniąc mistrzostwo kobiet SmackDown.